# Каміль Глік
Камі́ль Яцек Глік (пол. Kamil Jacek Glik, нар. 3 лютого 1988, Ястшембе-Здруй) — польський футболіст, центральний захисник «Краковії». Має в активі понад 100 матчів у складі національної збірної Польщі.

## Клубна кар'єра
Народився 3 лютого 1988 року в місті Ястшембе-Здруй. Має подвійне польсько-німецьке громадянство, оскільки дід служив у Вермахті, однак Каміль ідентифікує себе лише поляком, а німецький паспорт не використовує.
Вихованець юнацьких команд місцевого клубу «МОСіР» (Ястшембє-Здруй), а також команди «ВСП» з міста Водзіслав-Шльонський.
У дорослому футболі дебютував 2005 року виступами за аматорську команду «Сілезія» (Любом'я), в якій провів один сезон.
З 2006 по 2008 рік молодий поляк займався футболом в Іспанії, спочатку у клубі «Орадада», а згодом приєднавшись до третьої команди мадридського «Реала» — «Реал Мадрид C».
Заграти на більш високому рівні в Іспанії не вдалося, і 2008 року Глік повернувся на батьківщину, уклавши контракт із клубом «П'яст» (Гливиці). Відіграв за команду з Гливиць наступні два сезони своєї ігрової кар'єри. Більшість часу, проведеного у складі «П'яста», був основним гравцем захисту команди.
2010 року уклав контракт з італійським клубом «Палермо», за основу якого виходив на поле лише в чотирьох матчах Ліги Європи, і на початку 2011 був відправлений в оренду до «Барі».
Своєю грою за останню команду привернув увагу представників тренерського штабу клубу «Торіно», до складу якого приєднався 2011 року. Відіграв за туринську команду наступні п'ять сезонів своєї ігрової кар'єри. Більшість часу, проведеного у складі «Торіно», був основним гравцем захисту команди.
Влітку 2016 року за 11 мільйонів євро перейшов до «Монако». За наступні чотири роки відіграв за команду з Монако 167 матчів у всіх змаганнях.
11 серпня 2020 року уклав трирічний контракт з «Беневенто», команди, що саме здобула право повернутися до італійської Серії A. Утім за результатами сезону 2020/21 «Беневенто» втратив місце в елітному дивізіоні, і наступні два роки контракту із клубом поляк догравав на рівні другого італійського дивізіону.
30 серпня 2023 року досвідчений захисник на правах вільного агента приєднався до лав «Краковії».

## Виступи за збірні
Протягом 2008–2010 років залучався до складу молодіжної збірної Польщі. На молодіжному рівні зіграв у 14 офіційних матчах, забив 3 голи.
2010 року дебютував в офіційних матчах у складі національної збірної Польщі. У складі збірної був учасником двох чемпіонатів Європи — 2016 і 2020 років, а також двох чемпіонатів світу — 2018 і 2022 років.
22 листопада 2022 року провів свою соту гру за «кадру».
| Дата       | Місто                   | Господарі            | Результат               | Гості                | Турнір                               | Голи | Примітки |
| ---------- | ----------------------- | -------------------- | ----------------------- | -------------------- | ------------------------------------ | ---- | -------- |
| 20-1-2010  | Накхонратчасіма         | Таїланд              | 1 – 3                   | Польща               | King's Cup                           | 1    | 79'      |
| 23-1-2010  | Накхонратчасіма         | Польща               | 6 – 1                   | Сінгапур             | King's Cup                           | -    |          |
| 3-3-2010   | Варшава                 | Польща               | 2 – 0                   | Болгарія             | товариський матч                     | -    |          |
| 2-6-2010   | Куфштайн                | Польща               | 0 – 0                   | Сербія               | товариський матч                     | -    |          |
| 8-6-2010   | Мурсія                  | Іспанія              | 6 – 0                   | Польща               | товариський матч                     | -    |          |
| 11-8-2010  | Щецин                   | Польща               | 0 – 3                   | Камерун              | товариський матч                     | -    |          |
| 12-10-2010 | Монреаль                | Еквадор              | 2 – 2                   | Польща               | товариський матч                     | -    |          |
| 9-2-2011   | Фару                    | Польща               | 1 – 0                   | Норвегія             | товариський матч                     | -    |          |
| 25-3-2011  | Каунас                  | Литва                | 2 – 0                   | Польща               | товариський матч                     | -    | 45'      |
| 2-9-2011   | Варшава                 | Польща               | 1 – 1                   | Мексика              | товариський матч                     | -    | 71'      |
| 6-9-2011   | Гданськ                 | Польща               | 2 – 2                   | Німеччина            | товариський матч                     | -    | 72'      |
| 7-9-2012   | Подгориця               | Чорногорія           | 2 – 2                   | Польща               | Відбір до ЧС 2014                    | -    |          |
| 11-9-2012  | Вроцлав                 | Польща               | 2 – 0                   | Молдова              | Відбір до ЧС 2014                    | -    |          |
| 17-10-2012 | Варшава                 | Польща               | 1 – 1                   | Англія               | Відбір до ЧС 2014                    | 1    | 64'      |
| 14-11-2012 | Гданськ                 | Польща               | 1 – 3                   | Уругвай              | товариський матч                     | -    | 46'      |
| 6-2-2013   | Дублін                  | Ірландія             | 2 – 0                   | Польща               | товариський матч                     | -    | 44'      |
| 22-3-2013  | Варшава                 | Польща               | 1 – 3                   | Україна              | Відбір до ЧС 2014                    | -    |          |
| 26-3-2013  | Варшава                 | Польща               | 5 – 0                   | Сан-Марино           | Відбір до ЧС 2014                    | -    | 46'      |
| 14-8-2013  | Гданськ                 | Польща               | 3 – 2                   | Данія                | товариський матч                     | -    |          |
| 6-9-2013   | Варшава                 | Польща               | 1 – 1                   | Чорногорія           | Відбір до ЧС 2014                    | -    |          |
| 11-10-2013 | Харків                  | Україна              | 1 – 0                   | Польща               | Відбір до ЧС 2014                    | -    |          |
| 15-10-2013 | Лондон                  | Англія               | 2 – 0                   | Польща               | Відбір до ЧС 2014                    | -    |          |
| 5-3-2014   | Варшава                 | Польща               | 0 – 1                   | Шотландія            | товариський матч                     | -    |          |
| 6-6-2014   | Гданськ                 | Польща               | 2 – 1                   | Литва                | товариський матч                     | -    |          |
| 7-9-2014   | Фару                    | Гібралтар            | 0 – 7                   | Польща               | Відбір до ЧЄ 2016                    | -    | 41'      |
| 11-10-2014 | Варшава                 | Польща               | 2 – 0                   | Німеччина            | Відбір до ЧЄ 2016                    | -    |          |
| 14-10-2014 | Варшава                 | Польща               | 2 – 2                   | Шотландія            | Відбір до ЧЄ 2016                    | -    |          |
| 14-11-2014 | Тбілісі                 | Грузія               | 0 – 4                   | Польща               | Відбір до ЧЄ 2016                    | 1    | 79'      |
| 18-11-2014 | Вроцлав                 | Польща               | 2 – 2                   | Швейцарія            | товариський матч                     | -    |          |
| 29-3-2015  | Дублін                  | Ірландія             | 1 – 1                   | Польща               | Відбір до ЧЄ 2016                    | -    | 50'      |
| 16-6-2015  | Гданськ                 | Польща               | 0 – 0                   | Греція               | товариський матч                     | -    |          |
| 4-9-2015   | Франкфурт-на-Майні      | Німеччина            | 3 – 1                   | Польща               | Відбір до ЧЄ 2016                    | -    |          |
| 7-9-2015   | Варшава                 | Польща               | 8 – 1                   | Гібралтар            | Відбір до ЧЄ 2016                    | -    |          |
| 8-10-2015  | Глазго                  | Шотландія            | 2 – 2                   | Польща               | Відбір до ЧЄ 2016                    | -    |          |
| 11-10-2015 | Варшава                 | Польща               | 2 – 1                   | Ірландія             | Відбір до ЧЄ 2016                    | -    | 74'      |
| 13-11-2015 | Варшава                 | Польща               | 4 – 2                   | Ісландія             | товариський матч                     | -    |          |
| 17-11-2015 | Вроцлав                 | Польща               | 3 – 1                   | Чехія                | товариський матч                     | -    | кап. 46' |
| 23-3-2016  | Познань                 | Польща               | 1 – 0                   | Сербія               | товариський матч                     | -    |          |
| 26-3-2016  | Вроцлав                 | Польща               | 5 – 0                   | Фінляндія            | товариський матч                     | -    | кап. 43' |
| 1-6-2016   | Гданськ                 | Польща               | 1 – 2                   | Нідерланди           | товариський матч                     | -    |          |
| 6-6-2016   | Краків                  | Польща               | 0 – 0                   | Литва                | товариський матч                     | -    | кап. 46' |
| 12-6-2016  | Ніцца                   | Польща               | 1 – 0                   | Північна Ірландія    | ЧЄ 2016 - 1-й етап                   | -    |          |
| 16-6-2016  | Сен-Дені                | Німеччина            | 0 – 0                   | Польща               | ЧЄ 2016 - 1-й етап                   | -    |          |
| 21-6-2016  | Марсель                 | Україна              | 0 – 1                   | Польща               | ЧЄ 2016 - 1-й етап                   | -    |          |
| 25-6-2016  | Сент-Етьєн              | Швейцарія            | 1 – 1 д.ч. (4 – 5 п.п.) | Польща               | ЧЄ 2016 - 1/8 фіналу                 | -    |          |
| 30-6-2016  | Марсель                 | Польща               | 1 – 1 д.ч. (3 – 5 п.п.) | Португалія           | ЧЄ 2016 - чвертьфінал                | -    | 66'      |
| 4-9-2016   | Астана                  | Казахстан            | 2 – 2                   | Польща               | Відбір до ЧС 2018                    | -    | 73'      |
| 8-10-2016  | Варшава                 | Польща               | 3 – 2                   | Данія                | Відбір до ЧС 2018                    | -    |          |
| 11-10-2016 | Варшава                 | Польща               | 2 – 1                   | Вірменія             | Відбір до ЧС 2018                    | -    |          |
| 11-11-2016 | Бухарест                | Румунія              | 0 – 3                   | Польща               | Відбір до ЧС 2018                    | -    |          |
| 26-3-2017  | Подгориця               | Чорногорія           | 1 – 2                   | Польща               | Відбір до ЧС 2018                    | -    |          |
| 1-9-2017   | Копенгаген              | Данія                | 4 – 0                   | Польща               | Відбір до ЧС 2018                    | -    |          |
| 4-9-2017   | Варшава                 | Польща               | 3 – 0                   | Казахстан            | Відбір до ЧС 2018                    | 1    |          |
| 5-10-2017  | Єреван                  | Вірменія             | 1 – 6                   | Польща               | Відбір до ЧС 2018                    | -    |          |
| 8-10-2017  | Варшава                 | Польща               | 4 – 2                   | Чорногорія           | Відбір до ЧС 2018                    | -    |          |
| 10-11-2017 | Варшава                 | Польща               | 0 – 0                   | Уругвай              | товариський матч                     | -    |          |
| 23-3-2018  | Вроцлав                 | Польща               | 0 – 1                   | Нігерія              | товариський матч                     | -    |          |
| 27-3-2018  | Варшава                 | Польща               | 3 – 2                   | Південна Корея       | товариський матч                     | -    | 67'      |
| 24-6-2018  | Казань                  | Польща               | 0 – 3                   | Колумбія             | ЧС 2018 - 1-й етап                   | -    | 80'      |
| 28-6-2018  | Волгоград               | Японія               | 0 – 1                   | Польща               | ЧС 2018 - 1-й етап                   | -    |          |
| 7-9-2018   | Болонья                 | Італія               | 1 – 1                   | Польща               | Ліга націй УЄФА 2018-2019 - 1-й етап | -    |          |
| 11-9-2018  | Вроцлав                 | Польща               | 1 – 1                   | Ірландія             | товариський матч                     | -    | кап. 61' |
| 11-10-2018 | Хожув                   | Польща               | 2 – 3                   | Португалія           | Ліга націй УЄФА 2018-2019 - 1-й етап | -    |          |
| 14-10-2018 | Хожув                   | Польща               | 0 – 1                   | Італія               | Ліга націй УЄФА 2018-2019 - 1-й етап | -    |          |
| 21-3-2019  | Відень                  | Австрія              | 0 – 1                   | Польща               | Відбір до ЧЄ 2020                    | -    |          |
| 24-3-2019  | Варшава                 | Польща               | 2 – 0                   | Латвія               | Відбір до ЧЄ 2020                    | 1    |          |
| 7-6-2019   | Скоп'є                  | Північна Македонія   | 0 – 1                   | Польща               | Відбір до ЧЄ 2020                    | -    | 28'      |
| 10-6-2019  | Варшава                 | Польща               | 4 – 0                   | Ізраїль              | Відбір до ЧЄ 2020                    | -    |          |
| 9-9-2019   | Варшава                 | Польща               | 0 – 0                   | Австрія              | Відбір до ЧЄ 2020                    | -    |          |
| 10-10-2019 | Рига                    | Латвія               | 0 – 3                   | Польща               | Відбір до ЧЄ 2020                    | -    |          |
| 13-10-2019 | Варшава                 | Польща               | 2 – 0                   | Північна Македонія   | Відбір до ЧЄ 2020                    | -    | кап.     |
| 19-11-2019 | Варшава                 | Польща               | 3 – 2                   | Словенія             | Відбір до ЧЄ 2020                    | -    | 7'       |
| 4-9-2020   | Амстердам               | Нідерланди           | 1 – 0                   | Польща               | Ліга націй УЄФА 2020-2021 - 1-й етап | -    | кап. 63' |
| 7-9-2020   | Зениця                  | Боснія і Герцеговина | 1 – 2                   | Польща               | Ліга націй УЄФА 2020-2021 - 1-й етап | 1    | кап.     |
| 11-10-2020 | Гданськ                 | Польща               | 0 – 0                   | Італія               | Ліга націй УЄФА 2020-2021 - 1-й етап | -    |          |
| 14-10-2020 | Вроцлав                 | Польща               | 3 – 0                   | Боснія і Герцеговина | Ліга націй УЄФА 2020-2021 - 1-й етап | -    |          |
| 15-11-2020 | Реджо-нель-Емілія       | Італія               | 2 – 0                   | Польща               | Ліга націй УЄФА 2020-2021 - 1-й етап | -    |          |
| 18-11-2020 | Хожув                   | Польща               | 1 – 2                   | Нідерланди           | Ліга націй УЄФА 2020-2021 - 1-й етап | -    |          |
| 25-3-2021  | Будапешт                | Угорщина             | 3 – 3                   | Польща               | Відбір до ЧС 2022                    | -    | 58'      |
| 28-3-2021  | Варшава                 | Польща               | 3 – 0                   | Андорра              | Відбір до ЧС 2022                    | -    |          |
| 31-3-2021  | Лондон                  | Англія               | 2 – 1                   | Польща               | Відбір до ЧС 2022                    | -    | кап.     |
| 8-6-2021   | Познань                 | Польща               | 2 – 2                   | Ісландія             | товариський матч                     | -    |          |
| 14-6-2021  | Санкт-Петербург         | Польща               | 1 – 2                   | Словаччина           | ЧЄ 2020 - 1-й етап                   | -    |          |
| 19-6-2021  | Севілья                 | Іспанія              | 1 – 1                   | Польща               | ЧЄ 2020 - 1-й етап                   | -    |          |
| 23-6-2021  | Санкт-Петербург         | Швеція               | 3 – 2                   | Польща               | ЧЄ 2020 - 1-й етап                   | -    | 83'      |
| 2-9-2021   | Варшава                 | Польща               | 4 – 1                   | Албанія              | Відбір до ЧС 2022                    | -    |          |
| 8-9-2021   | Варшава                 | Польща               | 1 – 1                   | Англія               | Відбір до ЧС 2022                    | -    | 80'      |
| 12-10-2021 | Тирана                  | Албанія              | 0 – 1                   | Польща               | Відбір до ЧС 2022                    | -    |          |
| 12-11-2021 | Андорра-ла-Велья        | Андорра              | 1 – 4                   | Польща               | Відбір до ЧС 2022                    | -    |          |
| 24-3-2022  | Глазго                  | Шотландія            | 1 – 1                   | Польща               | товариський матч                     | -    | кап.     |
| 29-3-2022  | Хожув                   | Польща               | 2 – 0                   | Швеція               | Відбір до ЧС 2022                    | -    |          |
| 1-6-2022   | Вроцлав                 | Польща               | 2 – 1                   | Уельс                | Ліга націй УЄФА 2022-2023 - 1-й етап | -    |          |
| 8-6-2022   | Брюссель                | Бельгія              | 6 – 1                   | Польща               | Ліга націй УЄФА 2022-2023 - 1-й етап | -    |          |
| 11-6-2022  | Роттердам               | Нідерланди           | 2 – 2                   | Польща               | Ліга націй УЄФА 2022-2023 - 1-й етап | -    | 84'      |
| 14-6-2022  | Варшава                 | Польща               | 0 – 1                   | Бельгія              | Ліга націй УЄФА 2022-2023 - 1-й етап | -    |          |
| 22-9-2022  | Варшава                 | Польща               | 0 – 2                   | Нідерланди           | Ліга націй УЄФА 2022-2023 - 1-й етап | -    |          |
| 25-9-2022  | Кардіфф                 | Уельс                | 0 – 1                   | Польща               | Ліга націй УЄФА 2022-2023 - 1-й етап | -    | 90+3'    |
| 16-11-2022 | Варшава                 | Польща               | 1 – 0                   | Чилі                 | товариський матч                     | -    | кап. 46' |
| 22-11-2022 | Доха                    | Мексика              | 0 – 0                   | Польща               | ЧС 2022 - 1-й етап                   | -    | [ 4 ]    |
| 26-11-2022 | Ер-Раян (муніципалітет) | Польща               | 2 – 0                   | Саудівська Аравія    | ЧС 2022 - 1-й етап                   | -    |          |
| 30-11-2022 | Доха                    | Польща               | 0 – 2                   | Аргентина            | ЧС 2022 - 1-й етап                   | -    |          |
| 4-12-2022  | Доха                    | Франція              | 3 – 1                   | Польща               | ЧС 2022 - 1/8 фіналу                 | -    |          |
| Усього     |                         | Матчів (3 місце)     | 103                     |                      | Голів                                | 6    |          |

## Досягнення
- Чемпіон Франції (1):

«Монако»: 2016-17